# 車陂駅
車陂駅（しゃひ-えき）は、中華人民共和国広東省広州市天河区に位置する広州地下鉄4号線の駅である。

## 歴史
- 2010年9月25日 - 開業。

## 隣の駅
広州地下鉄
■4号線
黄村駅 - 車陂駅 - 車陂南駅